# タイコンデロガ駅
タイコンデロガ駅（英語：Ticonderoga Station）は、ニューヨーク州タイコンデロガにある駅。 全米各地を結ぶ旅客鉄道のアムトラックが乗り入れている。

## 概要
1996年にアムトラックが建てた待合室がある。

## 利用可能な鉄道路線／列車
アムトラックの停車する列車は下記の通り。
モントリオールとニューヨーク間の昼行国際列車アディロンダック…1日1往復停車